# Labná

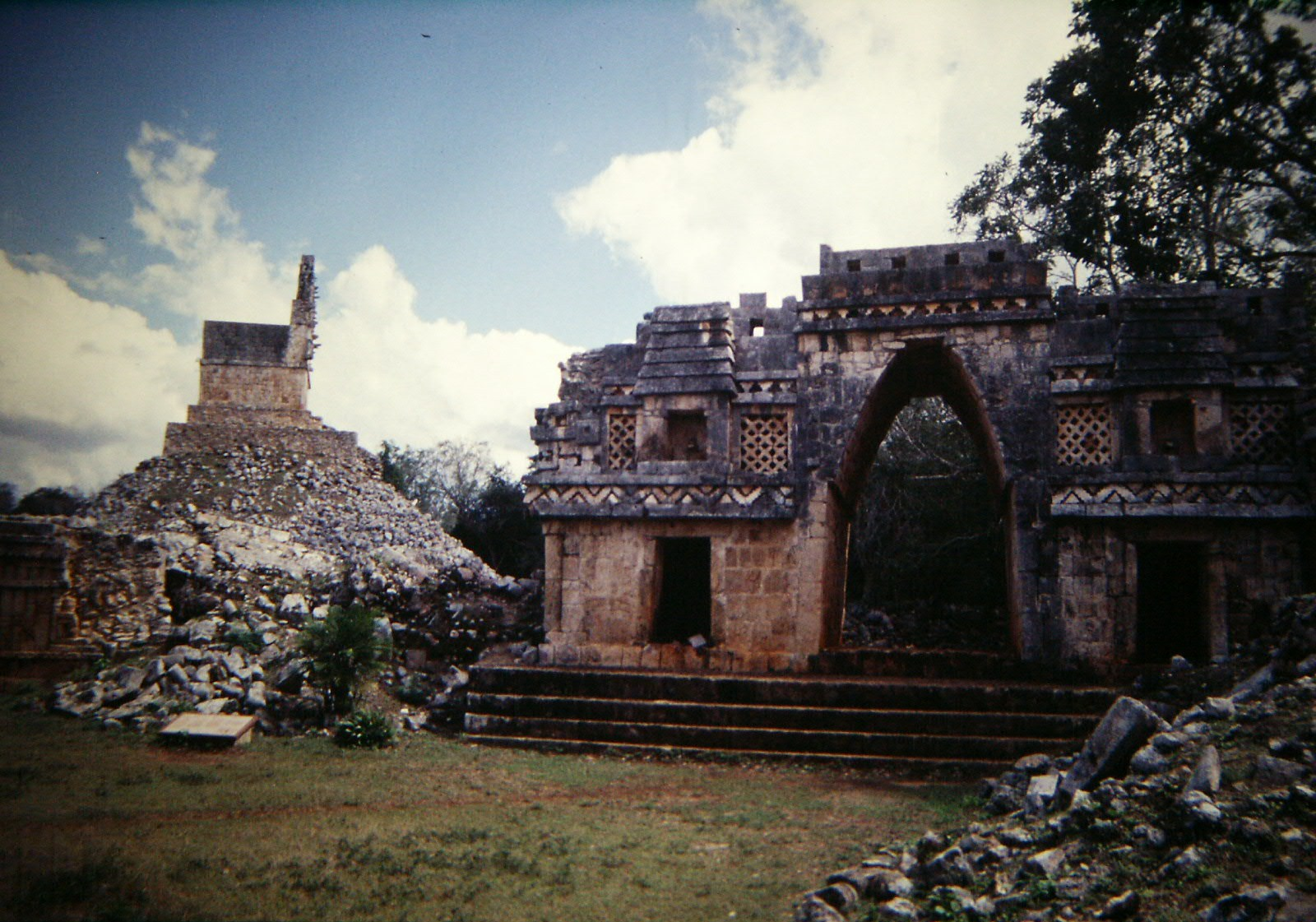
Łuk i w tle ruiny El Mirador w Labnie

Labná – mezoamerykańskie stanowisko archeologiczne i ceremonialne centrum prekolumbijskiej cywilizacji Majów, położone w regionie Puuc na półwyspie Jukatan. Znajduje się na południe od dużego stanowiska Majów w Uxmal, na południowym zachodzie dzisiejszego stanu Jukatan w Meksyku. Został włączony wraz z Uxmal jako obiekt światowego dziedzictwa UNESCO w 1996 roku.

## Historia
Rozwój Labny nastąpił w okresie klasycznym, tj. między 600 a 900 rokiem n.e. W okresie postklasycznym (900 - 1200 r. n.e.) rozwój miasta spowolnił, by po roku 1200 wyludnić się i zostać opuszczonym z nie do końca ustalonych przyczyn, podobnie zresztą jak znajdujący się w pobliżu większy ośrodek Uxmal.

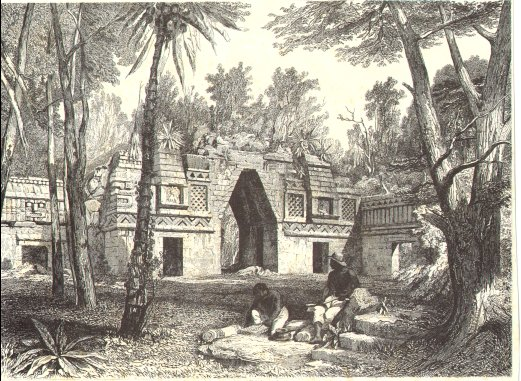
Łuk w Labnie naszkicowany przez Catherwooda

## Odkrycie ruin

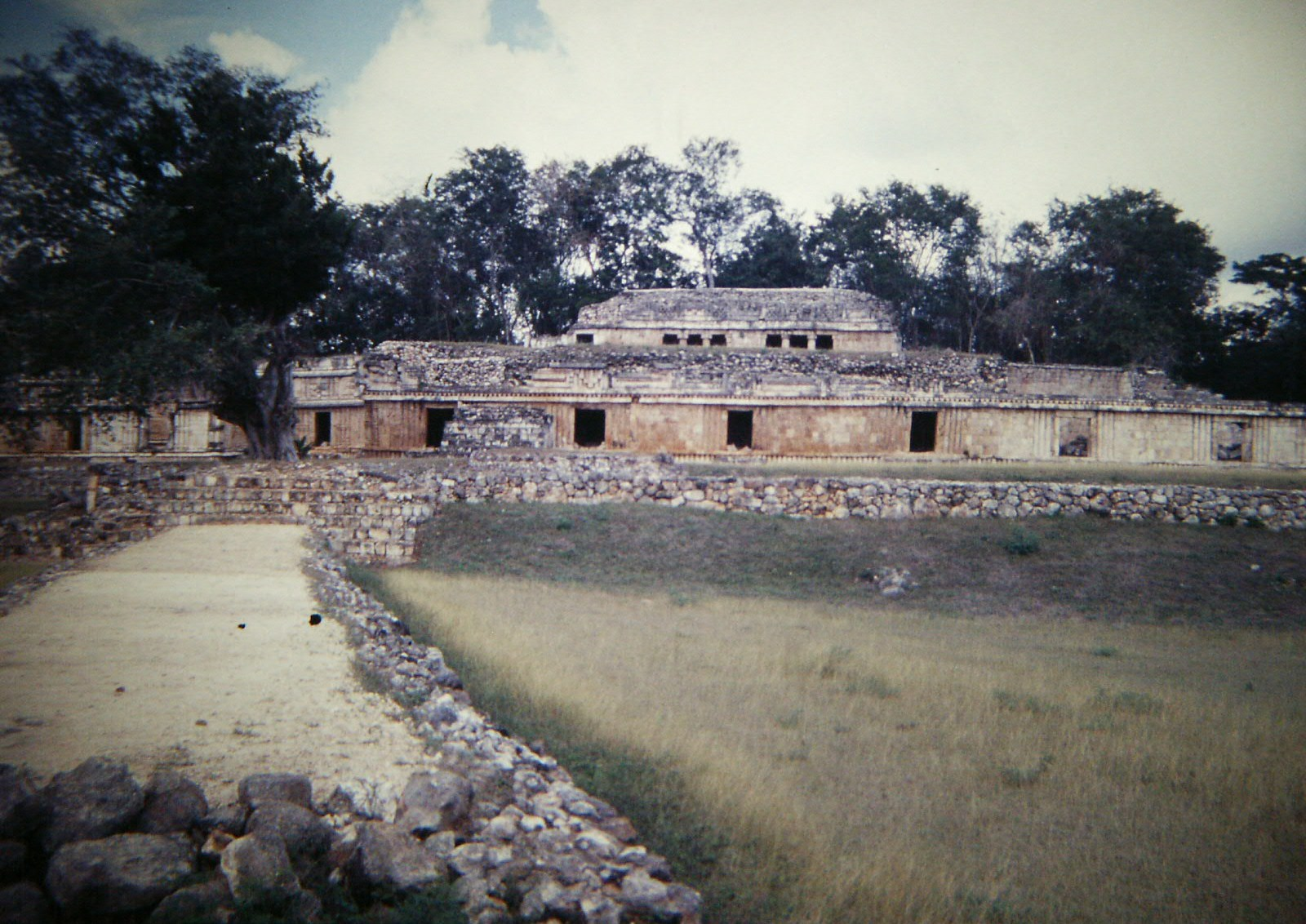
El Palacio, czyli pałac w Labnie

W latach 40. XIX wieku na teren ruin w Labnie trafił pisarz i dyplomata John Lloyd Stephens oraz architekt Frederick Catherwood, dzięki czemu zachowały się rysunki obrazujące stan ruin z tamtego okresu. Jednak pierwsze prace archeologiczne zostały podjęte dopiero pod koniec XIX wieku z inicjatywy radcy prawnego z Meridy – Edwarda Herberta Thompsona.

## Zabytki
Teren strefy archeologicznej Labná dostępny jest publicznie do zwiedzania dla turystów.
Za najważniejszy zabytek na terenie Labny uznaje się bogato zdobiony ornamentami łuk, który stanowi unikalne dzieło spośród wszystkich znanych nam pozostałości po kulturze Majów. Łuk ten, zwany El Arco, najprawdopodobniej nie stanowił bramy wejściowej na teren miasta, a był jedynie przejściem między dwoma odrębnymi dziedzińcami.
Innym istotnym zabytkiem jest dwukondygnacyjny pałac (El Palacio) z 50 pomieszczeniami ulokowanymi wokół pięciu patio: trzema na niższym poziomie i dwoma na wyższym poziomie. Na terenie pałacu znajduje się również dziedziniec zasypany tonami kamieni.
Znajduje się tutaj również piramida ze świątynią na szczycie – zwana El Mirador.
Poprzez strefę archeologiczną pociągnięta jest również typowa dla kultury majów droga zwana sacbé.

## Upamiętnienie
Wizerunek łuku w Labnie został przedstawiony na banknocie o wartości 1 peso, wypuszczonych przez rząd Jukatanu w 1916 roku.

## Galeria

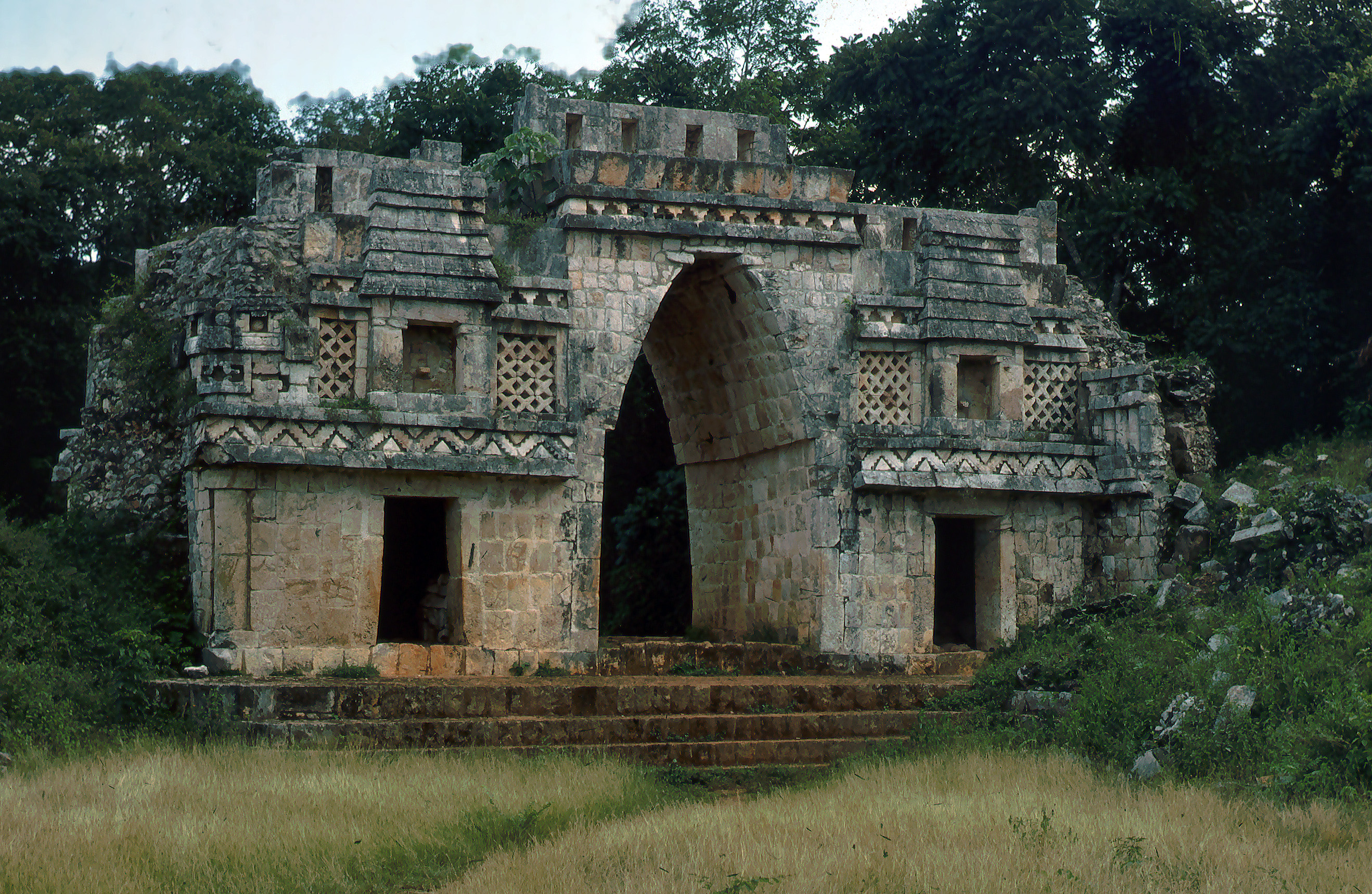
Łukowa brama wejściowa
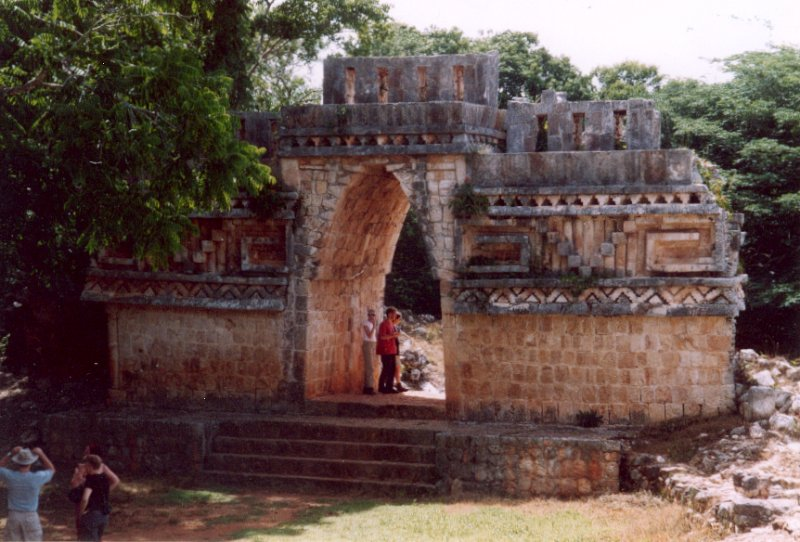
Turyści pod łukiem
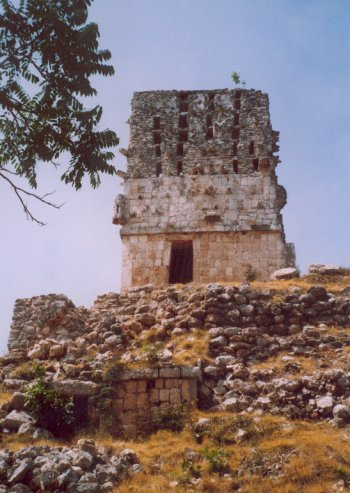
Ruina El Mirador
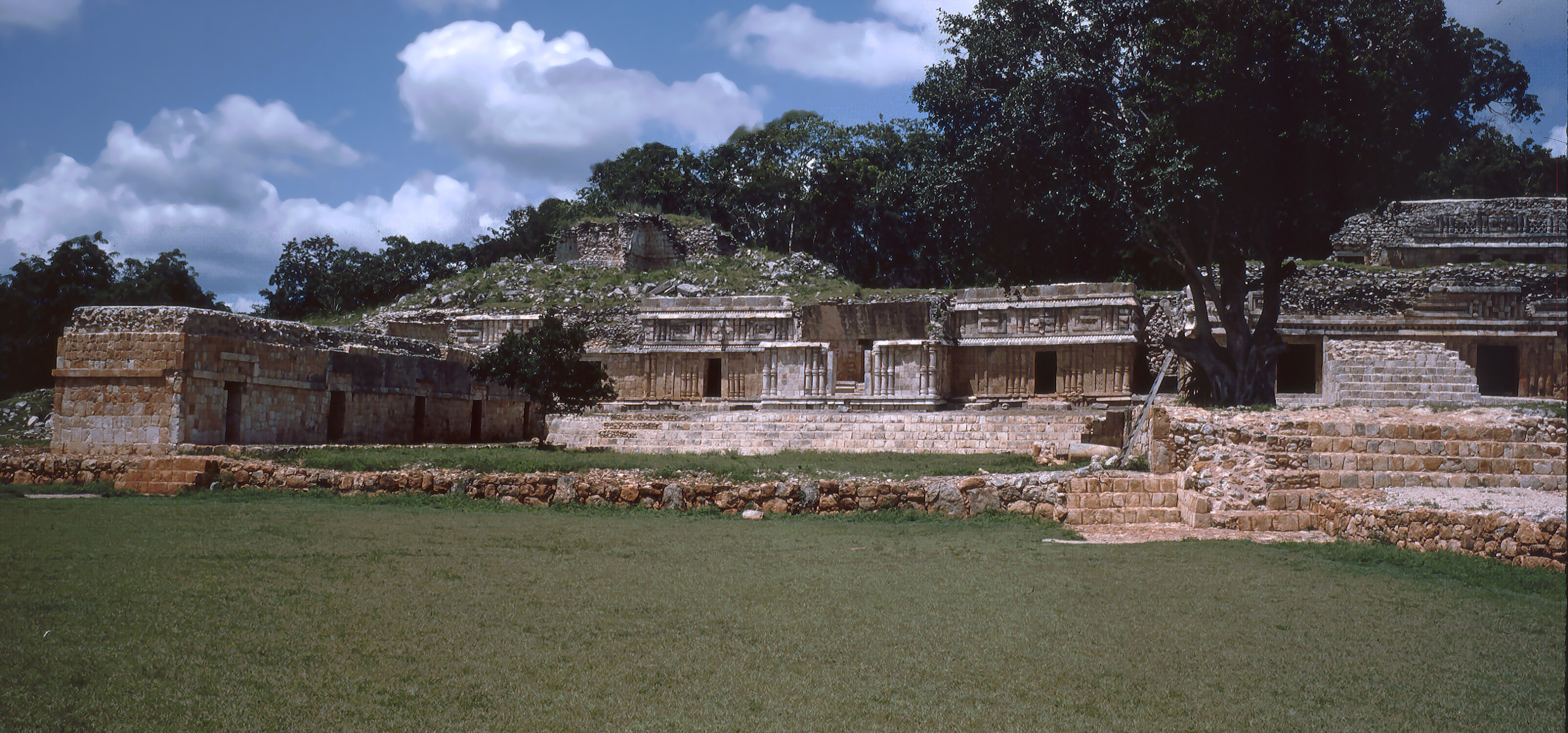
Ruiny pałacu
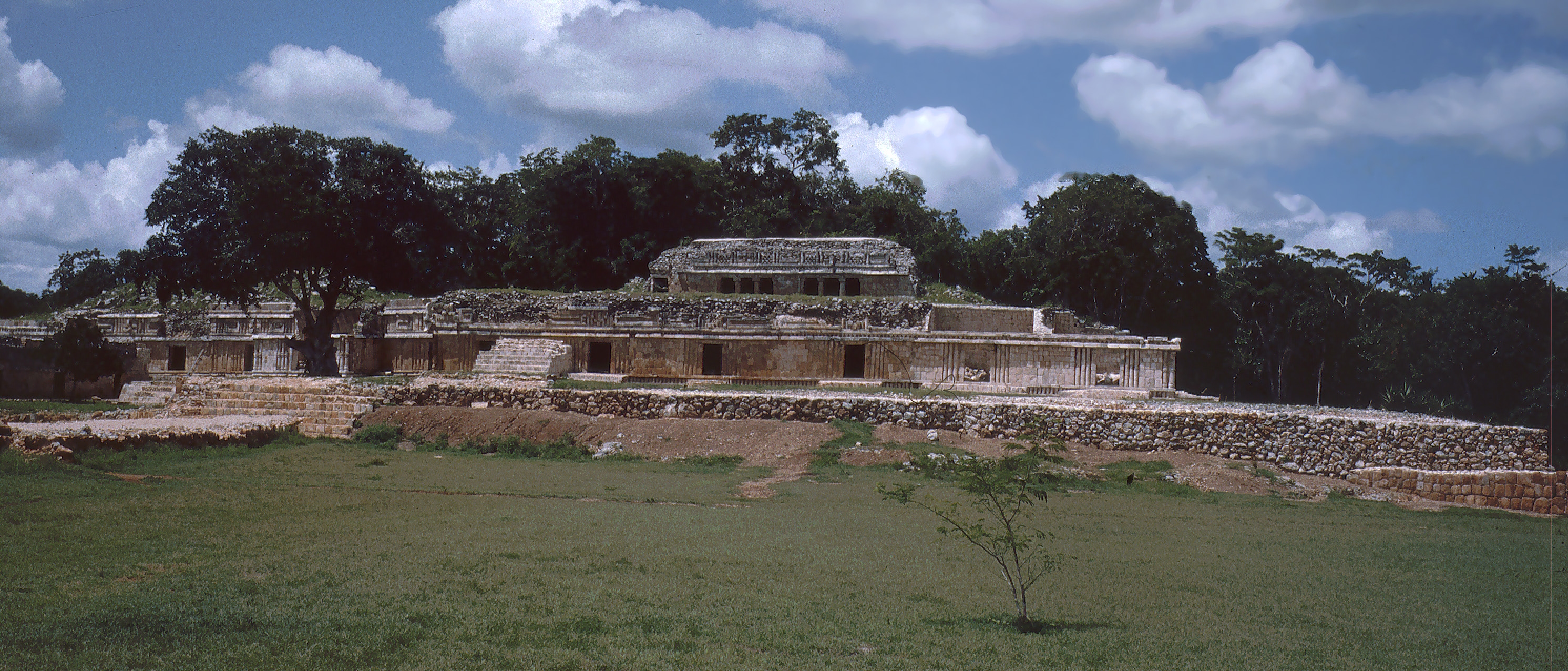
Ruiny pałacu
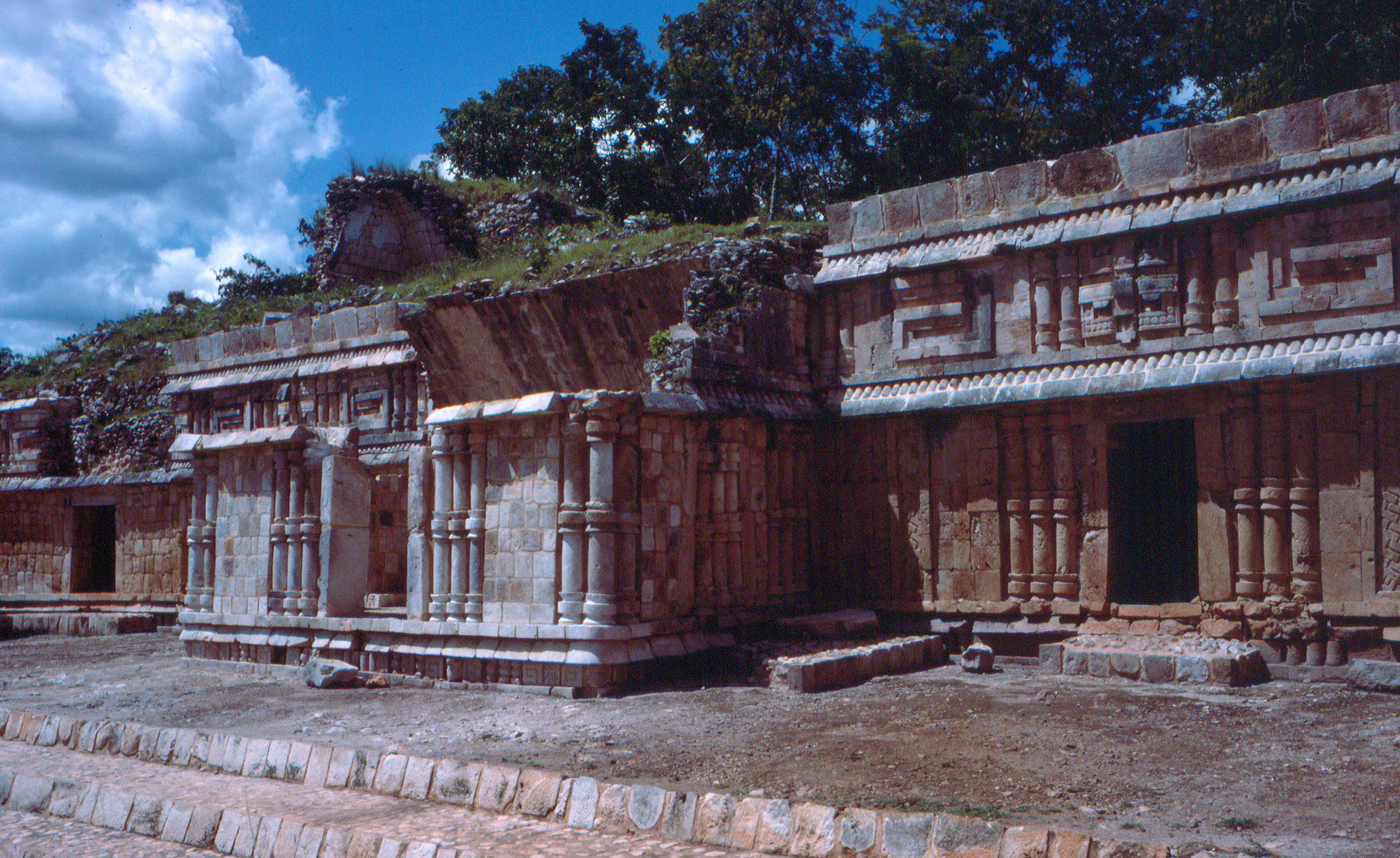
Detale fasady pałacu
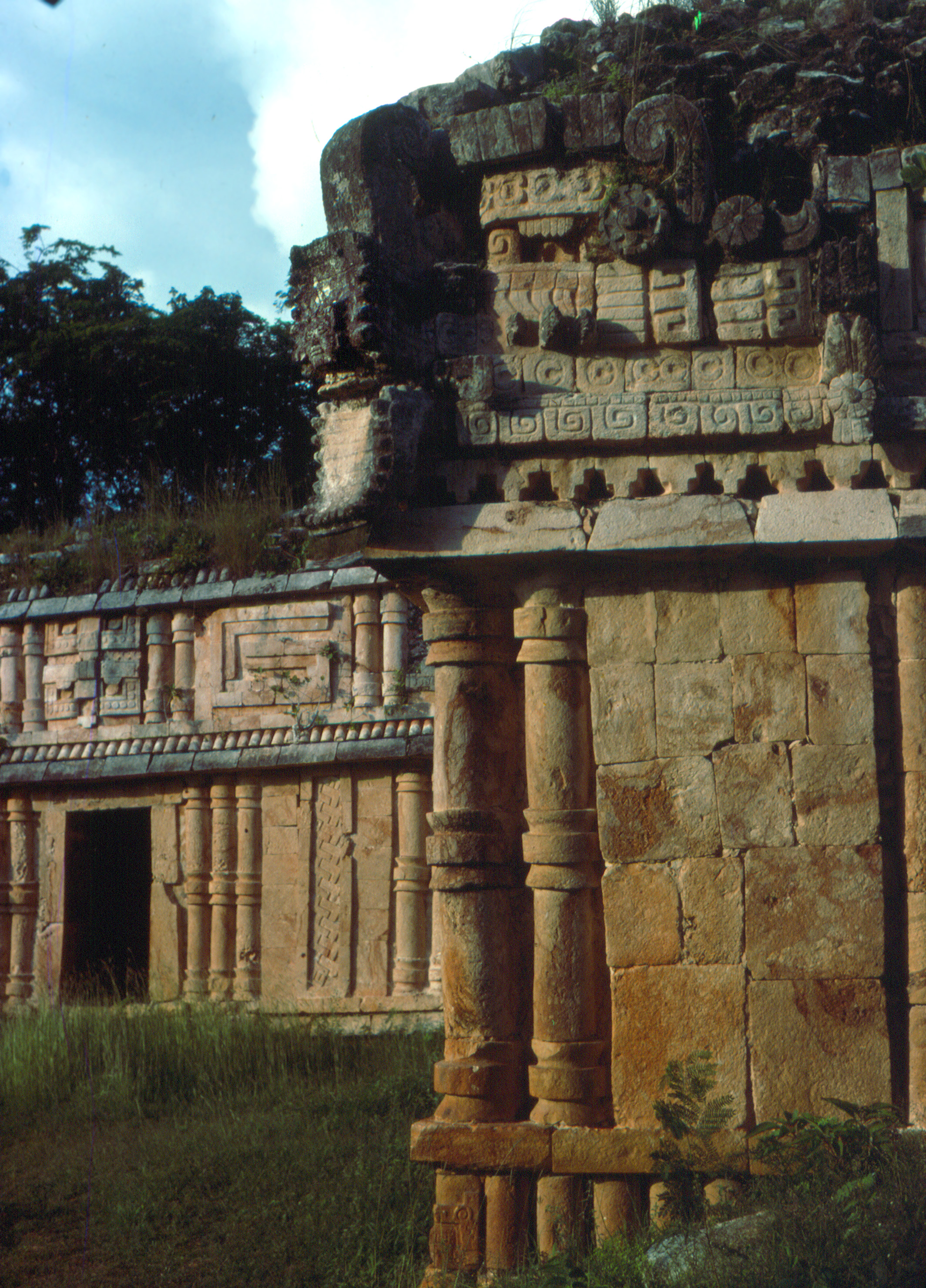
Narożnik pałacu
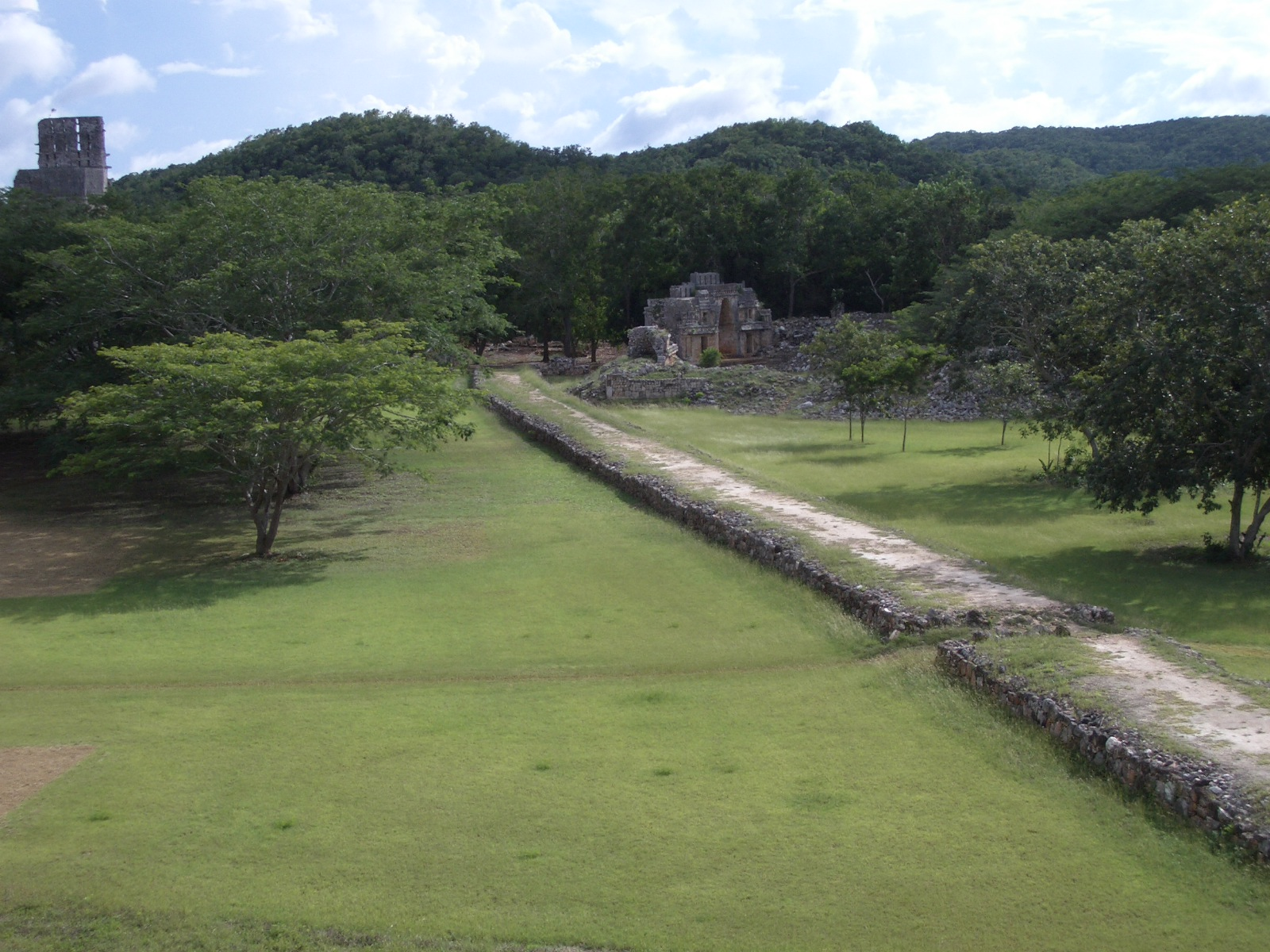
Majańska droga Sacbé
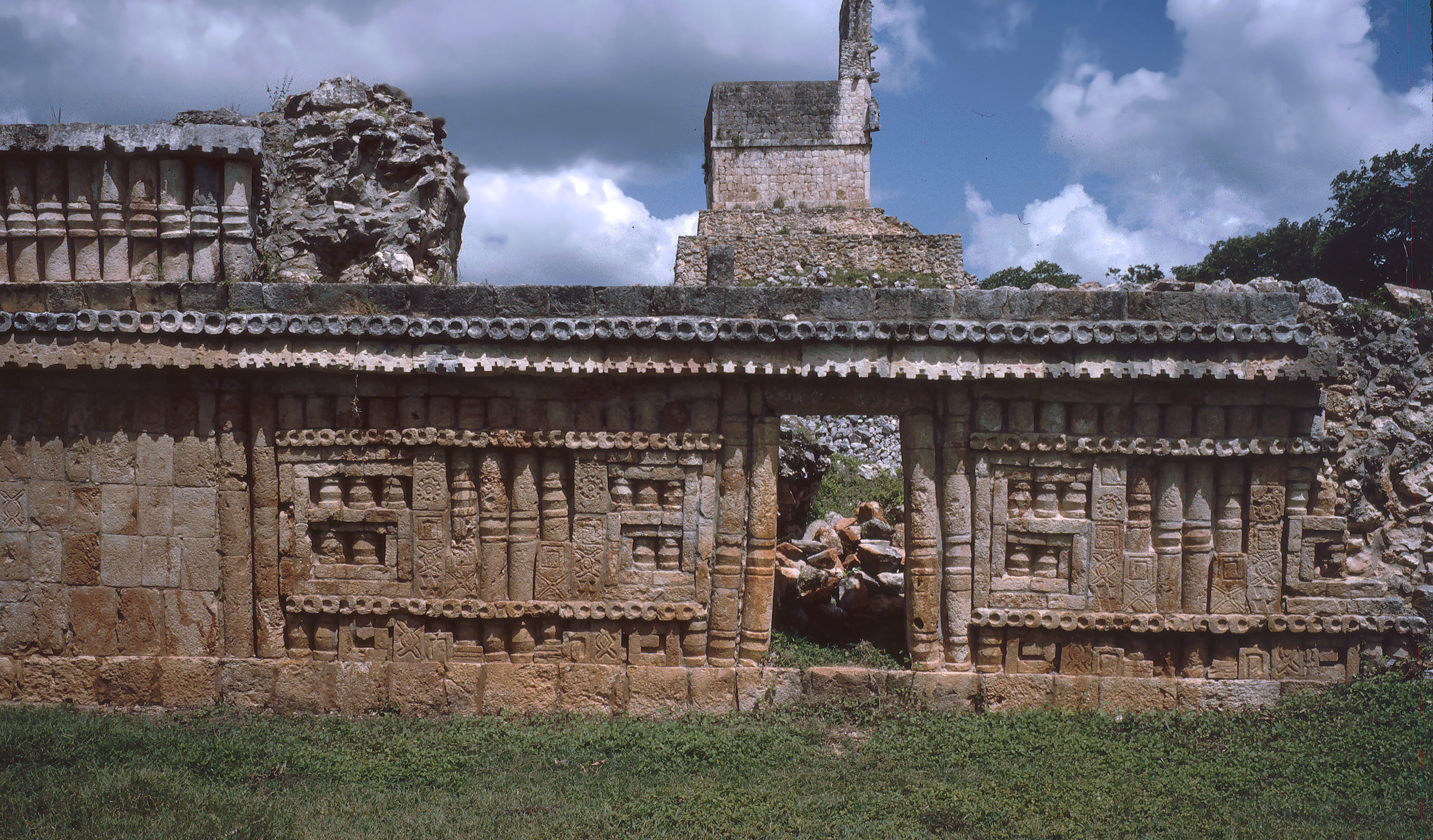
Fragment ruin
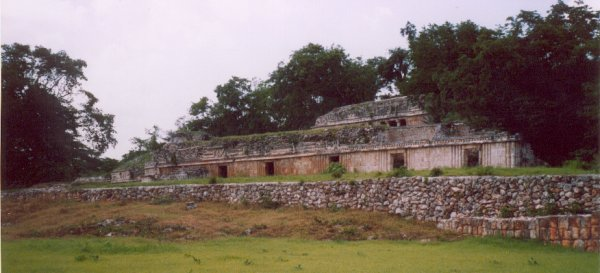
Pałac w Labnie